# میپل فالس (واشینگتن)
میپل فالس (به انگلیسی: Maple Falls) یک منطقهٔ مسکونی در ایالات متحده آمریکا است که در شهرستان واتکام، واشینگتن واقع شده‌است. میپل فالس ۷٫۸ کیلومتر مربع مساحت و ۳۲۴ نفر جمعیت دارد و ۱۹۷ متر بالاتر از سطح دریا واقع شده‌است.